# اوکاره، پاکستان
اوکاره (به انگلیسی: Okara City) یک شهر در پاکستان است که در ناحیه اوکارا واقع شده‌است. اوکاره ۱۹۹ کیلومتر مربع مساحت و ۳۲۶٬۸۰۱ نفر جمعیت دارد و ۱۰۵ متر بالاتر از سطح دریا واقع شده‌است.